# Organizações Victor Costa
As Organizações Victor Costa (OVC) foram um grupo de comunicação brasileiro.
A OVC teve uma passagem meteórica, que deixou sua marca na história da radioteledifusão nacional.

## História
Na década de 1950, eram três os grupos que possuíam emissoras de televisão no Brasil: os Diários Associados (da TV Tupi Rio de Janeiro e TV Tupi São Paulo), as Emissoras Unidas (da TV Record e TV Rio) e a OVC (da TV Paulista).
A trajetória deste último grupo começa antes dele. Victor Costa era diretor da Rádio Nacional do Rio de Janeiro, principal emissora de rádio do país e de propriedade do Governo Federal. Ele, que começou como ponto e depois foi radioator, cresceu rapidamente no rádio (sua maior paixão). Em 1953, ele vai a São Paulo na tentativa de criar um negócio. É quando ele adquire a Rádio Excelsior de Paulo Machado de Carvalho, dono da Rádio Record, e monta a Rádio Nacional, sem relação com a emissora homônima do Rio de Janeiro.
Adquiriu também a Rádio Sociedade Cultura. E aos poucos começou a comprar diversas emissoras de rádio pelo país. Onde os outros viam a dificuldade de manter uma estação, Victor Costa enxergava oportunidades e negócios pertinentes na área. Era o grande profissional. Foi ainda em 1953 que fundou a OVC (Organizações Victor Costa), que estabeleceu uma ordem para consolidação e construção do grupo.
Com seus diversos contatos, Victor Costa trouxe do Rio de Janeiro os principais nomes da Rádio Nacional, as "cantoras do rádio", orquestras, os humoristas, entre outros. Também começou a fazer transmissões em "pool" entre as duas rádios.
Em 1954, começou a negociar com o deputado federal Oswaldo Ortiz Monteiro a compra da TV Paulista, canal 5, fechando o negócio um ano depois. A emissora tinha pouquíssimos recursos e era prejudicada pela popularidade e estrutura da TV Tupi e TV Record. Com a chegada da OVC, a TV Paulista se transformou. E criou programas de sucesso como "Teledrama Três Leões" e "Hit Parade". E com o tempo, a OVC passou a criar novas emissoras de TV, como a TV Santos, a TV Bauru e uma emissora no Recife. A OVC chegou a obter uma concessão para ter outro canal em São Paulo, o 9, que no entanto foi vendida, antes mesmo da emissora ser inaugurada, para um grupo de empresários que mantiveram o nome escolhido pelos donos originais da concessão (TV Excelsior).
Em 22 de dezembro de 1959, falece Victor Costa. Seu filho Victor Costa Júnior passou a gerir a OVC, que em maio de 1965, já sucateada, é vendida ao jornalista Roberto Marinho, que a incorpora às Organizações Globo.

## Empresas
As Organizações Victor Costa deteram os seguintes veículos:
Rádio
- Rádio Nacional de São Paulo (1952–1965)
- Rádio Excelsior (1953–1965)
- Rádio Sociedade Cultura (1953–1959)
- Rádio Mundial (1954–1965)

Televisão
- TV Paulista (1955–1965)
- TV Santos (1957–1960)
- TV Bauru (1960–1965)